# Цветлер, Людовит
Людови́т Цветлер (словац. Ľudovít Cvetler; род. 17 сентября 1938, Бернолаково (район Сенец), Братиславский край) — чехословацкий футболист, играл на позиции нападающего. Серебряный призёр Олимпийских игр (1964).

## Биография

### Клубная карьера
Цветлер в течение 10 сезонов играл за братиславский «Слован», в составе которого выиграл три Кубка Чехословакии и четыре раза становился вице-чемпионом Чехословакии. Главным успехом в составе «Слована» для Цветлера и его партнёров стала победа в Кубке обладателей кубков, когда в финале была обыграна испанская «Барселона» со счётом 3:2 — Цветлер в том матче забил гол, открыв в решающем матче счёт.
По окончании сезона Цветлер переехал в Бельгию, где в течение двух сезонов играл за льежский «Стандард». В составе «Стандарда» он выиграл два чемпионских титула, став одним из творцов этого успеха. Затем он вернулся на родину и в течение двух сезонов играл за «Зброёвку» и завершил игровую карьеру.

### Карьера в сборной
В составе сборной Чехословакии принимал участие на олимпийском футбольном турнире 1964 года, где сыграл в матче со сборной Египта и забил один из голов в этом матче, который Чехословакия выиграла со счётом 5:1. На этом турнире сборная Чехословакии завоевала серебряные медали.

## Достижения
«Слован» (Братислава)
- Обладатель Кубка Чехословакии (3) : 1961/62, 1962/63, 1967/68
- Обладатель Кубка обладателей кубков (1) : 1968/69

 Стандард
- Чемпион Бельгии (2) : 1969/70, 1970/71